# Galáxia Anã de Hércules

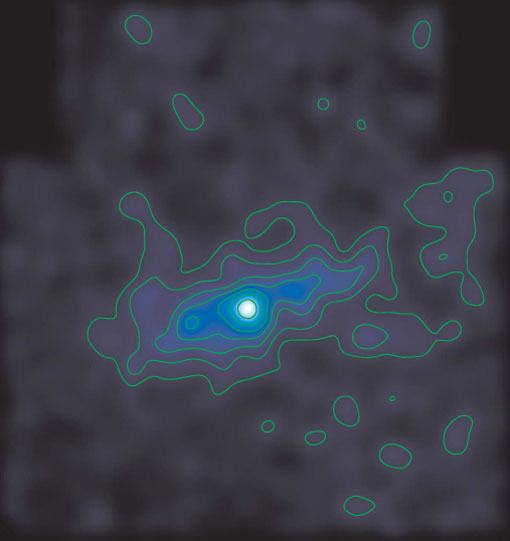
A Galáxia Anã de Hércules.

A Galáxia Anã de Hércules é uma galáxia anã esferoidal situada na constelação de Hércules que foi descoberta em 2006 através de dados obtidos pelo Sloan Digital Sky Survey. A galáxia está localizada a uma distância de cerca de 140 kpc a partir do Sol e se afasta da nossa etrela com uma velocidade de cerca de 45 km/s. É classificada como uma galáxia anã esferoidal (dSph). Ela tem um formato visivelmente alongado (relação de eixos ~ 3:1) com um raio de meia-luz de cerca de 350 pc.